# انزوت (رخيوت)
انزوت منطقة سكنية تقع في ولاية رخيوت، التابعة لمحافظة ظفار في سلطنة عمان. يقدر عدد سكانها بـ 242 نسمة حسب إحصاء عام 2010 التابع للمركز الوطني للإحصاء والمعلومات الحكومي. رمز المنطقة هو 20410171.

## الوصلات الخارجية
- المركز الوطني للإحصاء والمعلومات، سلطنة عمان